# Lego Marvel’s Avengers
Lego Marvel’s Avengers — компьютерная игра в жанре Action-adventure 2016 года, разработанная студией Traveller’s Tales и изданная компанией Warner Bros. Interactive Entertainment. Игра была портирована на ряд игровых консолей — PlayStation 4, PlayStation 3, PlayStation Vita, Nintendo 3DS, Wii U, Xbox One, Xbox 360, Macintosh и Microsoft Windows. Это вторая игра в серии Lego Marvel, представляющая собой приквел к Lego Marvel Super Heroes.
Игра была анонсирована 29 января 2015 года. Вышла 26 января 2016 года в США, 28 января в России, а 29 января 2016 года — в Европе.
Игра основывается на фильмах Кинематографической вселенной Marvel — «Мстители», «Мстители: Эра Альтрона», «Первый мститель», «Первый мститель: Другая война», «Железный человек 3» и «Тор 2: Царство тьмы».

## Игровой процесс
Игровой процесс схож с другими играми Lego. Основным местом действия в игре выступает город Нью-Йорк, представленный как открытый мир, однако, в отличие от Lego Marvel Super Heroes, игра включает в себя и другие локации из Кинематографической вселенной. Улучшена графика. Всего в игре 15 уровней. Все они по фильмам «Мстители» и «Мстители: Эра Альтрона». Есть эпизоды и из других фильмов, таких как «Железный человек 3», «Первый мститель», «Тор 2: Царство тьмы» и «Первый мститель: Другая война». Также присутствует юмор, характерный и для других Lego-игр от Traveller’s Tales. Lego Marvel’s Avengers — вторая Lego-игра в линейке студии TT Games, которая обеспечила открытый мир даже на портативных консолях. Первой была Lego City Undercover The Chase Begins для Nintendo 3DS — приквел к игре Lego City Undercover для Nintendo Wii U.
В игре присутствует 180 игровых персонажей, у каждого из которых свои уникальные способности. Также есть 10 особых персонажей, которых можно собрать самому на Вертоносце, выбирая для них оружие, текстуру лица, глаза, шлем и так далее. Среди них есть персонажи как из Кинематографической вселенной Marvel, так и из комиксов вселенной Marvel.

## Оценки
| Сводный рейтинг | Сводный рейтинг | Сводный рейтинг |
| Издание         | Оценка          | Оценка          |
| Издание         | PS4             | Xbox One        |
| --------------- | --------------- | --------------- |
| GameRankings    | 71,54 %         | 70,68 %         |

Проект Lego Marvel’s Avengers был принят журналистами не очень радушно. Согласно Metacritic, экшен получил всего 64 / 100 на основании 4 рецензий (версия для ПК). По оценке kritikanstvo, игра получила 59 / 100 на основании 4 рецензий.
Летом 2018 года, благодаря уязвимости в защите Steam Web API, стало известно, что точное количество пользователей сервиса Steam, которые играли в игру хотя бы один раз, составляет 211 964 человека.